# ラウンドちゅうごく
『ラウンドちゅうごく』は、NHK広島放送局をキー局とした中国地方向けに生放送された地域情報番組である。2018年4月から2022年3月に放送。基本的にNHK広島放送局の制作だが、時折岡山・山口・松江・鳥取のいずれかの放送局と広島局の共同制作や、前記各局の単独制作となることがあった。この場合でも番組送出は広島局が行っていた。

## 概要
同番組は、2011年度から7年間放送された『フェイス』からの流れで、中国地方各地での様々な地域の課題を「ぐるり」見渡し、視聴者の知りたいことに徹底的に応えるべく、わかりやすい解説を心掛けながら、格闘技の「ラウンド」に例えて、27分間1本勝負の姿勢で真剣勝負するという意味を込めて放送していた。

## 番組の終焉
2022年3月に終了し、4月からは『コネクト』に地域情報枠を委譲している。

## 放送日時
- 本放送:金曜 19:30 - 19:57
- 再放送:土曜 7:30 - 7:55

月1回程度（概ね月初め）は広島向けのみで、他県にはそれぞれの県域特集番組が放送された日もある。ただし、該当日の広島県向けについては本番組ではなく『“テッパン”話仕入れました!広島かたすみ食堂』（司会：高野彩香〈テンション高野〉、アシスタント：NHK広島放送局アナウンサー〈岡崎太希他〉、ゲスト：トータルテンボス・STU48メンバー他タレント）を中心に別番組を放送することがあった（内容によっては後日に『セレクション』枠で中国ブロック向けに放送）。また、中国ブロック番組も、2019・2020年度は月1回ほど本番組とは別扱いとして『松崎しげるとももクロのくろ旅』（松崎しげるとももいろクローバーZのメンバーが、中国地方で活躍する様々な分野の『玄人』を取材する番組）が放送された。

## 出演者
司会
- 中山果奈（当時NHK広島局アナウンサー） - 2018年度
- 中川安奈（当時NHK広島局アナウンサー） - 2019年度
- 八田知大（当時NHK広島局アナウンサー） - 2019年度
- 出山知樹（当時NHK広島局アナウンサー） - 2020・2021年度
  - 企画によっては、広島局の他のアナウンサー、各県域局のアナウンサー、中国地方所縁の著名人が司会を務めた場合もある

ゲスト
- 取材に当たった中国地方各局のアナウンサー・記者、並びに専門家や中国地方出身の著名人若干名